# Rare Tracks - Rarities
Rare Tracks - Rarities è il settimo album in studio del cantante Joseph Williams pubblicato nel 2004.
Si tratta di un album non ufficiale contenente i lavori di Joseph dal 1985 al 1999. In buona parte dell'album è possibile trovare i brani cover dei più importanti artisti AOR giapponesi, che Joseph realizzò durante gli anni novanta per la partecipazione agli album di tributo di artisti come Tatsuro Yamashita. Le cover sono riportate in lingua inglese, e, gli tra gli artisti che hanno contribuito a queste cover spuntano i nomi di Steve Lukather, Michael Landau, Michael Thompson, Jerry Hey, Gary Grant, Mike Porcaro, Tom Keane e molti altri. Tr i brani però sono presenti alcuni scritti dal cantante e realizzati sempre nello stesso arco di tempo.

## Track List
Proprio perché si tratta di un album non ufficiale, la track list dell'album è molto varia, qui sotto però riportiamo la track list dell'album più conosciuta.
1. About Love (J. Williams, J. Gruska) - 4:14
2. Get Back In Love (T. Yamashita, K. Gorman) - 4:29
3. Something In My Heart (J. Williams) - 4:01
4. I Want You (Y. Minami) - 4:08
5. Dear My Friend (I. Mitsuru, A. Williams) - 4:17
6. Christmas Eve (T. Yamashita) - 4:24
7. Two Of Us (T. Yamashita) - 5:19
8. Sayonara (O. Kazumasa, J. Compton) - 6:04
9. Second Chance (J.Williams) - 5:08
10. My One (J. Williams, J. Gruska) - 4:00
11. Look At Me (J. Williams) - 4:16
12. FF (Fortissimo) (Y. Matsuo, H. Monowa, M. Jordan, A. Sky) - 5:04
13. With Everything I Am (J. Williams, A. Williams) - 4:33
14. Like A Fire Inside The Wind (Y. Kai) - 5:09

In altre versioni sono presenti anche i seguenti brani.
1. Save The Night (J. Williams) - 3:56
2. Young At Heart (M. Porcaro, S. Porcaro, J. Williams) - 4:28
3. History (J. Graydon, J. Van Tongeren, J. Williams) - 4:54
4. Walk The Wire (J. Graydon, J. Williams) - 5:59
5. When You Look In My Eyes (B. Raymond, J. Graydon, J. Williams) - 4:07
6. Send Love To Me (I. Mari) - 4:04
7. Lapti Nek Overture (B. Burtt, A. M. Arbogast) - 5:28
8. DJ In My Life (J. Willimas, J. Gruska) - 4:17